# 車特咸書院

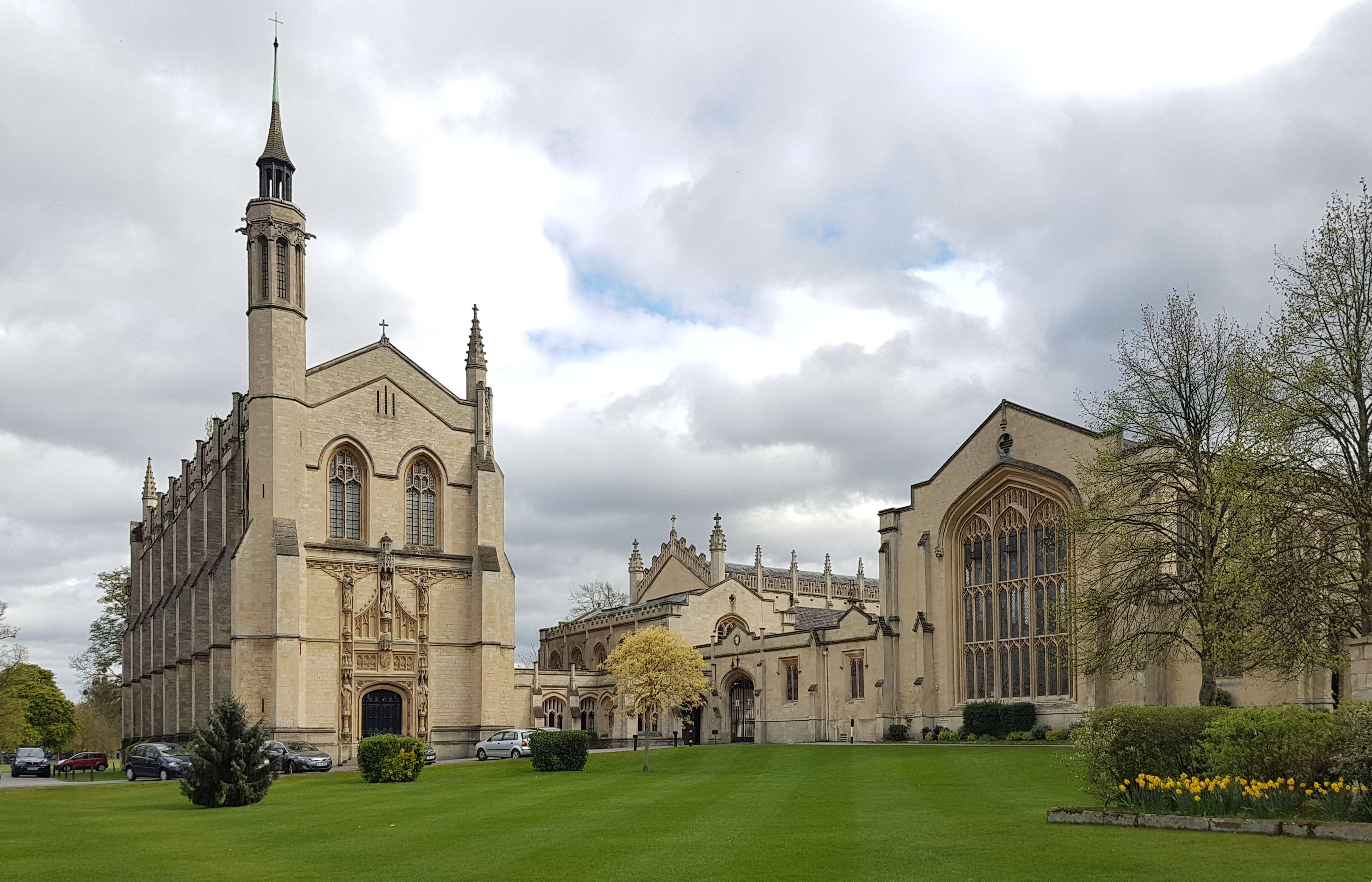
学院礼拜堂和图书馆

車特咸書院（英語：Cheltenham College）是一所英國獨立中學，位於英格蘭告士打郡車特咸，學生多寄宿。
此中學在1841年7月開學，是維多利亞時代最早開辦的主要公學之一。有英國國教背景，學校初建時只收男生，現已改為男女共學。

## 外部連結
- 官方网站